# Végétation (lésion dermatologique)
Pour les articles homonymes, voir Végétation.
En dermatologie, une végétation est une lésion proliférative circonscrite, d'allure exophytique à la surface de la peau, d'aspect digitiforme ou mamelonné en forme de chou-fleur.
Histologiquement, il existe une papillomatose et une acanthose très importantes.
Les végétations sont molles ; leur surface est :
- soit formée d'un épiderme aminci et rosé ;
- soit érodée, ulcérée, suintante, hémorragique ;
- soit croûteuse.

Les verrucosités sont des végétations dont la surface est cornée, kératosique, jaune grisâtre (exemple : verrue).